# Анання
Анання (рос. Ананье) — село в Княгининському районі Нижньогородської області Російської Федерації.
Населення становить 512 осіб. Входить до складу муніципального утворення Ананьєвська сільрада.

## Історія
Від 2009 року входить до складу муніципального утворення Ананьєвська сільрада.

## Населення
| 2002 | 2010 |
| ---- | ---- |
| 609  | ↘512 |